# 阿克塔拉区
阿克塔拉区是吉尔吉斯斯坦納倫州下辖的一个区。该区治所位于巴耶托夫。该区面积为7,266平方（2,805平方英里），2009年常住人口为30,643人。